# Куянівський парк
Парк — комплексна пам'ятка природи місцевого значення в Україні. Об'єкт природно-заповідного фонду Сумської області. Розташована у с. Куянівка Білопільського району Сумської області.
Площа - 22 га. Перебуває у віданні Куянівської сільської ради.

## Історія
Оголошений рішенням Сумського Облвиконкому № № 305 20.07.1972 року як Парк-пам'ятка садово-паркового мистецтва «Куянівський парк» площею 7 на землях Куянівського цукрокомбінату.
Об'єкт на момент створення був багаторічними цінними насадженнями. Переважно багаторічні рослини. Парк закладений в кінці 19 століття.
У парку зростає понад 25 видів дерев та чагарників: дуб звичайний, липа дрібнолиста, каштан кінський, горобина тощо. Вік окремих дерев дуба, клена та липи сягає понад 100 років.
Рішенням Сумської обласної ради від 01.12.2006 року «Про зміни в мережі об'єктів природно-заповідного фонду області» змінено категорію та назву Парку, а його площу збільшено до 22 га.